# Лоренсбург (Кентуккі)
Лоренсбург (англ. Lawrenceburg) — місто (англ. city) в США, в окрузі Андерсон штату Кентуккі. Населення — 11 728 осіб (2020).

## Географія
Лоренсбург розташований за координатами 38°2′0″ пн. ш. 84°54′14″ зх. д. / 38.03333° пн. ш. 84.90389° зх. д. (38.033466, -84.903963).  За даними Бюро перепису населення США в 2010 році місто мало площу 15,29 км², з яких 15,21 км² — суходіл та 0,08 км² — водойми.

## Демографія
Згідно з переписом 2010 року, у місті мешкало 10 505 осіб у 4194 домогосподарствах у складі 2882 родин. Густота населення становила 687 осіб/км².  Було 4582 помешкання (300/км²).
Расовий склад населення:
| - 93,3 % — білих - 3,2 % — чорних або афроамериканців - 0,8 % — азіатів - 0,2 % — корінних американців |

До двох чи більше рас належало 1,5 %. Частка іспаномовних становила 1,9 % від усіх жителів.
За віковим діапазоном населення розподілялося таким чином: 26,7 % — особи молодші 18 років, 61,2 % — особи у віці 18—64 років, 12,1 % — особи у віці 65 років та старші. Медіана віку мешканця становила 35,2 року. На 100 осіб жіночої статі у місті припадало 88,2 чоловіків;  на 100 жінок у віці від 18 років та старших — 82,6 чоловіків також старших 18 років.
Середній дохід на одне домашнє господарство  становив 56 377 доларів США (медіана — 51 303), а середній дохід на одну сім'ю — 63 717 доларів (медіана — 62 554). Медіана доходів становила 36 882 долари для чоловіків та 36 594 долари для жінок. За межею бідності перебувало 11,8 % осіб, у тому числі 16,2 % дітей у віці до 18 років та 11,1 % осіб у віці 65 років та старших.
Цивільне працевлаштоване населення становило 5622 особи. Основні галузі зайнятості: виробництво — 22,2 %, освіта, охорона здоров'я та соціальна допомога — 19,3 %, публічна адміністрація — 15,5 %.